# 브누아 페르

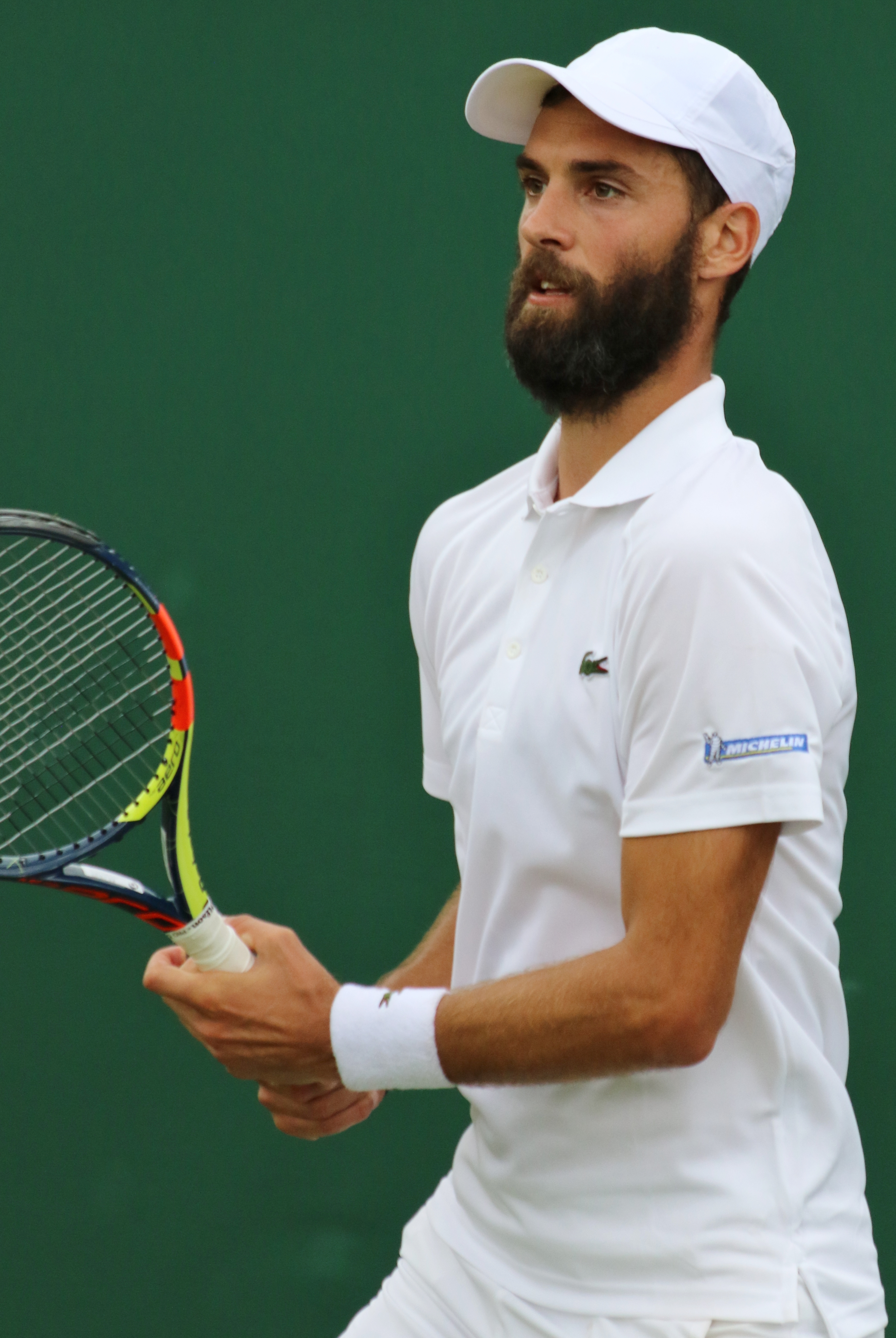
브누아 페르, 2017년 7월.

브누아 페르(프랑스어: Benoît Paire, 1989년 5월 8일 ~ )는 프랑스의 프로 테니스 선수이다. 아비뇽 출신. 페르는 2015년 9월 열린 US 오픈 1회전에서, 지난해 준우승자인 일본의 니시코리 게이를 패배시켰다. 페르는 이날 경기에서 최고 시속 215km를 기록했고 21개의 서브 에이스를 앞세웠다.